# 那务冼太庙
那务冼太庙，位于中国广东省茂名市化州市那务镇那务墟，为化州市文物保护单位，类型为古建筑，公布时间为2000年11月1日。
那务冼太庙的历史年代为明代。